# مارکو روبن
مارکو روبن (انگلیسی: Marco Ruben؛ زادهٔ ۲۶ اکتبر ۱۹۸۶) بازیکن فوتبال اهل آرژانتین است.
از باشگاه‌هایی که در آن بازی کرده‌است می‌توان به باشگاه فوتبال تیگرس اونال، باشگاه فوتبال ریور پلاته، باشگاه فوتبال بوکا جونیورز، باشگاه فوتبال رکریتیوو اوئلوا، باشگاه فوتبال ویارئال، باشگاه فوتبال دینامو کی‌یف، و باشگاه فوتبال روساریو سنترال اشاره کرد.
وی همچنین در تیم ملی فوتبال آرژانتین بازی کرده‌است.